# Vadu
Vadu (węg. Vadad) – wieś w Rumunii, w okręgu Marusza, w gminie Vărgata. W 2011 roku liczyła 271 mieszkańców.